# Демарто, Этьен
Этьен Демарто (фр. Étienne Desmarteau; 4 февраля 1873, Бушервиль, Квебек — 29 октября 1905, Монреаль, Квебек[…]) — канадский легкоатлет, чемпион летних Олимпийских игр 1904.
На Играх 1904 в Сент-Луисе Демарто участвовал только в метании веса в 56 фунтов. Метнув снаряд на 10,46 м, он занял первое место и выиграл золотую медаль.